# Application des chaînes de Markov à la sûreté de fonctionnement
Les chaînes de Markov sont couramment employées en sûreté de fonctionnement pour les calculs de fiabilité et de disponibilité des systèmes techniques, en particulier pour modéliser des successions de pannes, réparations, changements de configuration.

## Applications
Les applications sont :
- le calcul de disponibilité et de fiabilité d'un système ;
- le calcul de disponibilité moyenne, MTTF, temps de séjour dans un état.

Ces applications permettent de comparer des conceptions, des stratégies de maintenance, des stratégies de reconfiguration (logiques de vote)... En général, deux état sont considérés pour un composant du système (en fonctionnement/défaillant), mais il est possible d'en représenter plus (dégradé, en attente, en réparation...).
Le bénéfice principal est sa mise en œuvre aisée, sous forme proche d'un graphe d'états.

## Limites
Leurs limites dans cette application sont l'emploi exclusifs de transition à taux constant (loi exponentielle) et l'explosion combinatoire lorsque le nombre d'états augmente (le nombre d’états augmente exponentiellement avec le nombre de composants).
Exemple : Un système de n  composants ayant chacun deux états, a un nombre d’états est de l’ordre de {\displaystyle 2^{n}}. Si les composants ont 3 états, il est de l’ordre de {\displaystyle 3^{n}}, etc.
L’emploi de taux de transitions non constants est possible avec des processus semi-markoviens. Dans ce cas, les réseaux de Petri stochastiques sont employés. Des solutions au problème d’explosion combinatoire ont été développées et implémentées dans les logiciels spécialisés.